# Henri Hoffmann
Pour les articles homonymes, voir Hoffmann.
Henri Alfred Hoffmann (Sieweiler, 24 septembre 1909 – 14e arrondissement de Paris, 23 mars 1979), est un franciscain français, évêque de Djibouti de 1957 à 1979.

## Biographie
Heinrich Alfred Hoffmann est né le 24 septembre 1909, à Sieweiler dans le district de Basse-Alsace, il est le fils d'Aloïs Hoffmann et de son épouse.
Il reçoit une éducation catholique.
En 1919, il est intégré dans la nationalité française en application du traité de Versailles.
Il intègre l'Ordre des frères mineurs, au sein duquel il est ordonné prêtre, le 20 avril 1935.
Durant la Seconde Guerre mondiale, il devient aumônier militaire, puis est nommé préfet apostolique de Djibouti, dans ce qui est alors la Côte française des Somalis, le 28 septembre 1945.
Il est fait chanoine de la cathédrale Notre-Dame de Strasbourg, en 1946.
Par l'érection de la préfecture apostolique en diocèse, le 14 septembre 1955, Henri Hoffmann devient le premier évêque de Djibouti, le 12 avril 1957.
Il reçoit la consécration épiscopale de Jean-Julien Weber, évêque de Strasbourg, en la cathédrale Notre-Dame de Strasbourg, le 4 août 1957, avec comme co-consécrateurs Joseph-Paul Strebler et Joseph-Jean Heintz.
Il fait partie des pères conciliaires du IIe concile œcuménique du Vatican, tenu à Rome, du 11 octobre 1962 au 8 décembre 1965.
Il est le principal initiateur de la construction de la cathédrale Notre-Dame du Bon-Pasteur de Djibouti, achevée en 1964.
Il conserve son ministère jusqu'à sa mort, survenue le 23 mars 1979 à l'hôpital Cochin dans le 14e arrondissement de Paris.
Il est inhumé en l'église Sainte-Dorothée de Siewiller.

## Décorations
- Chevalier de la Légion d'honneur[réf. nécessaire]
- Commandeur de l'ordre national du Mérite